# Elapsoidea sundevallii
Espèce
Synonymes
- Elaps sunderwallii Smith, 1848
- Elapsoidea decosteri Boulenger, 1888

Elapsoidea sundevallii est une espèce de serpents de la famille des Elapidae. 

## Répartition
Cette espèce se rencontre en Afrique du Sud, au Swaziland, en Namibie, au Botswana, au Zimbabwe et au Mozambique.

## Liste des sous-espèces
Selon The Reptile Database (14 février 2014) :
- Elapsoidea sundevallii decosteri Boulenger, 1888
- Elapsoidea sundevallii fitzsimonsi Loveridge, 1944
- Elapsoidea sundevallii longicauda Broadley, 1971
- Elapsoidea sundevallii media Broadley, 1971
- Elapsoidea sundevallii sundevallii (Smith, 1848)

## Étymologie
Cette espèce est nommée en l'honneur de Carl Jakob Sundevall (1801-1875). La sous-espèce Elapsoidea sundevallii decosteri est nommée en l'honneur de Juste De Coster. La sous-espèce Elapsoidea sundevallii fitzsimonsi est nommée en l'honneur de Vivian Frederick Maynard FitzSimons.

## Publications originales
- Boulenger, 1888 : On new or little known South African reptiles. Annals and Magazine of Natural History, sér. 6, vol. 2, p. 136-141 (texte intégral).
- Broadley, 1971 : A revision of the African snake genus Elapsoidea BOCAGE (Elapidae). Occasional Papers of the National Museum of Southern Rhodesia, vol. 32, p. 577-626.
- Loveridge, 1944 : Further revisions of African snake genera.  Bulletin of the Museum of Comparative Zoology at Harvard College, vol. 95, no 2, p. 121-247 (texte intégral).
- Smith, 1848 : Illustrations of the Zoology of South Africa; Consisting Chiefly of Figures and Descriptions of the Objects of Natural History Collected during an Expedition into the Interior of South Africa, in the Years 1834, 1835, and 1836. vol. III, Reptilia. Part 28, London, Smith, Elder, & Co.